# James K. Baxter
James K. Baxter (Dunedin, 19 de junio de 1926 - Auckland, 22 de octubre de 1972) fue un poeta y dramaturgo neozelandés. También es conocido por su labor activista y por preservar la cultura maorí. 

## Biografía
Baxter nació en Dunedin de Archibald Baxter y Millicent Brown y creció cerca de Brighton, a 20 km al sur de la ciudad de Dunedin. Su padre había sido un objetor de conciencia durante la Primera Guerra Mundial.
En su primer día de clases, Baxter se quemó la mano en una estufa y luego utilizó este incidente para representar el fracaso de la educación institucional. De niño, comparó el orden social representado por su abuelo materno con la mentalidad de clan de su padre escocés y con frecuencia trazaba analogías entre los clanes de las Tierras Altas y las tribus maoríes. Baxter declaró que comenzó a escribir poesía a la edad de siete años, y acumuló una gran cantidad de trabajo técnicamente realizado tanto antes como durante su adolescencia.
Su primera colección de poesía, Beyond the Palisade (1944), fue aclamada por la crítica a pesar de que tenía solo 17 años y era estudiante de la Universidad de Otago cuando se publicó. Desde este comienzo prematuro en las letras, durante sus 46 años de vida produjo unos 13 volúmenes de poesía, cinco de obras de teatro, cuatro de crítica literaria y uno de reflexiones espirituales. Después de su muerte se publicaron otros siete libros de poemas, una colección de sus obras de teatro, dos más de reflexiones espirituales y una novela.
Su primera colección de poemas publicada internacionalmente, In Fires of No Return: Poems (1957), fue influenciada por su renacimiento personal a través del catolicismo. Además de reflejar su nueva perspectiva religiosa sobre la vida, su escritura comenzó a tener una visión más crítica de la sociedad de Nueva Zelanda, especialmente después de que recibió un estipendio de la UNESCO de 1958 que le permitió viajar mucho en Asia.
Durante la siguiente década, Baxter escribió tanto poemas como drama al aceptar una beca Robert Burns de la Universidad de Otago. Su obra de radio, El sueño de Jack Winter, le ganó reconocimiento internacional. Sin embargo, en 1968, un sueño le ordenó ir a "Jerusalén". Persuadido por su visión, Baxter abandonó su trabajo para mudarse a un pequeño asentamiento maorí conocido como Hiruharama, o "Jerusalén", en el río Whanganui. Durante los años restantes de su vida, Baxter vivió escasamente en el asentamiento maorí, escribiendo poesía que exploraba sus fuertes convicciones sociales y políticas. Después de su muerte en 1972, Baxter fue enterrado en Jerusalén en tierra maorí, con una ceremonia que combina las tradiciones maorí y católica.
Además de poeta, Baxter era comentarista y crítico social y literario, profesor, dramaturgo, cartero, obrero, editor, catequista y filósofo. Su imagen en la mente del neozelandés es la del poeta-profeta. A través de su obra poética y dramática, Baxter se dedica a escudriñar la sociedad y a encontrarla, por lo general, deficiente; sin embargo, nunca dejará de amarla con sinceridad, extáticamente, y nunca dejará de trabajar para su redención, ya sea a través de la acción social, ya sea desde el atril o con la pluma.

## Obras de James K. Baxter publicadas en español
Baxter, James K. (2018). El Jesús maorí y otros poemas, edición bilingüe. Bogotá: Lobo Blanco Editores.